# Upplands runinskrifter 342
Upplands runinskrifter 342 är ett vikingatida runstensfragment av granit i Söderby, Orkesta socken och Vallentuna kommun. Runhöjden är 8 till 10 centimeter. Fragmentet finns avbildat i Bautil 1750, men var därefter försvunnet. Det återfanns emellertid vid en plöjning 1975. U 342 är en parsten till U 341. De har troligen tillsammans utgjort en minnesvård över mannen "Kalv".

## Inskriften
Translitterering av runraden:
... ...-[i]n + þansi + iftiʀ + kalf × bur[u]... ...
Normalisering till runsvenska:
... [stæ]in þennsi æftiʀ Kalf, bro[ður] ...
Översättning till nusvenska:
...denna sten efter Kalv, broder...